# 咲月ゆり
咲月 ゆり（さつき ゆり、1984年7月5日 - ）は、日本の元AV女優。
趣味、特技：旅行、ネイルアート

## 略歴
千葉県出身。2005年に『デビュー！！』でMOODYZとしてAVデビュー。当初はMOODYZの専属女優であった。

## 作品
2005年
- デビュー!!（1月1日、MOODYZ）
- デジタルモザイク 4本番（2月1日、MOODYZ）
- 連続イカセまくり潮吹き 初ゴックン!（3月1日、MOODYZ）
- 癒しの出張ヘルパー（4月1日、MOODYZ）
- 変態マンション（5月1日、MOODYZ）
- レズ淫行狂育 コスプ・レ・ズ VOL.3（7月15日、U&K）共演:姫宮ラム
- Water Hotel（7月19日、スタイルアート）
- ヌルヌル妖艶遊び 1（8月26日、U&K）共演:姫宮ラム 他出演:江口美貴、早乙女みなき
- 恥ずかしいコト。Rebirth（10月3日、アウダースジャパン）
- 痴漢の虜になった私たち ～痴漢中毒の女～（11月17日、SODクリエイト）共演:望月なな、早乙女未央

2006年
- XXXXX!［ファイブエックス］仙台完全素人編（2月21日、シャイ企画）他出演:米倉真央、千春、長瀬くるみ、上原あんな
- Tokyo 流儀 16（5月2日、プレステージ）
- 超ヤリ珍・ヤリマンサークル日誌 04（5月12日、プレステージ）共演:卯月あすか、RIRICO、桜沢まひる、柏木はる、石堂つかさ
- 絶頂淑女 ゆり（5月13日、オーロラプロジェクト）
- ユリ・ド素人 ウリ歴2人 就職活動中の学生（6月8日、コージィ）
- 女子校生20人!ダンスゲームバトル開幕 集団ダンス快楽園!（6月8日、ディープス）共演:真鍋あや、瞳れん、水沢ダイヤ　ほか
- GAL GALI ギャル狩り オヤジの逆襲（7月12日、プレステージ）共演:冬月ひな
- 女子校生れず 先輩と私 74（7月14日、U&K）共演:長谷川ちひろ
- 緊急結成!水泳大会終了後に疲れて爆睡SOD女子社員をリアル夜這い隊（7月20日、SODクリエイト）※「冬月絵梨」名義
- SODグループ夏期合宿一転! 第2回 女子社員の丸ごと下着水泳大会（7月20日、SODクリエイト）共演:桜木えり(桜木亜由美)、笠木あやか(笠木恵子)、渡部准(渡部淳子)※「冬月絵梨」名義
- めちゃ2イク2お嬢様 6（7月22日、クリスタル映像）他出演:上村愛、花野心、松本こゆき、柏崎楓、中村みり
- カフェ・ド・痴女（8月4日、アキノリ）共演:一ノ瀬カレン、美波さら、夢乃加奈、蛯原みなみ
- 第2回 落とし穴ゲーム IN 納涼ビアガーデン（8月4日、V&Rプロダクツ）共演:川島千愛、佐藤和香、三村あかり、長瀬あずさ
- ディープ インサイド ホール フォー フリークス!18（8月7日、桃太郎映像出版）他出演:山下真耶、上野ゆり
- ヤリマンギャルコンパニオン（8月20日、イマージュ）共演:上原空 、南国楓、木村那美、野々宮りん、藤井彩、瀬咲るな、眞雪ゆん、坂井あいり
- 女性視姦（9月15日、アウダースジャパン）他出演:藍山みなみ、松岡理穂、金城美麗、大塚ひな
- 中出し＠女子校生（9月19日、ブラーボ）他出演:安藤美緒、あいら、さくらの、美咲沙耶、川尻みゆき、流海
- スポヒロ 3 Sports Heroine 海辺の女神（9月25日、イマージュ）共演:坂井あいり
- 挑発レベルG（9月25日、ネクスト）共演:坂井あいり、南国楓、藤井彩、眞雪ゆん、瀬咲るな、上原空、野々宮りん、木村那美、根本わか
- ヌーディストGALビーチ（9月25日、イマージュ）共演:南国楓、木村那美、藤井彩、瀬咲るな、上原空、根本わか、眞雪ゆん、野々宮りん、坂井あいり
- メイド お帰りなさいご主人様（9月27日、ブレイブキング）共演:ユキ
- EROSTAR episode 4（9月30日、ゴリラプロジェクト）共演:春名えみ
- 日焼け★スイマー（10月5日、アキノリ）
- 街でうわさの中出しギャル 6（10月10日、隼エージェンシー）他出演:一ノ瀬カレン、SARINA、葵えみり、杉浦まな、つゆの優、斎藤めぐみ、来栖もも
- フェラコレ2006秋 25人のフェラジェンヌ（10月10日、隼エージェンシー）他24名出演
- FOXY　LADIES　イカしたオンナたち4（10月10日、ラストラス）他出演:さくらの、小西紗耶、松本真紀、速水ひかる
- 粘着系レズローション No.01'（10月19日、ブラーボ）共演:長谷川ちひろ
- 競泳水着っ娘（11月7日、桃太郎映像出版）他出演:上野ゆり、藤本あかね、古川ルナ
- こだわりの手コキ 4時間SP 2 40人のハンドメイド（11月11日、隼エージェンシー）他39名出演
- 近親相姦中出し 7人の近親中出し物語（11月19日、ブラーボ）他出演:綾野みゆき、桜沢まひる、栗原まあや、椎名りく、観月優、蒼月ひかり
- オナニスト -第15章-（12月10日、隼エージェンシー）他多数出演
- Excite ビーチバレー（12月22日、TMA）共演:大石もえ、矢藤あき、はすみ

2007年
- 競泳水着アイランド in GUAM（2月16日、GLAY'z）他出演:大石もえ、はすみ、矢藤あき
- 本物自宅出張SM（5月7日、アタッカーズ）他出演:上野ゆり、杉浦まな、麻生岬、京本かえで